# Schitul Vovidenia

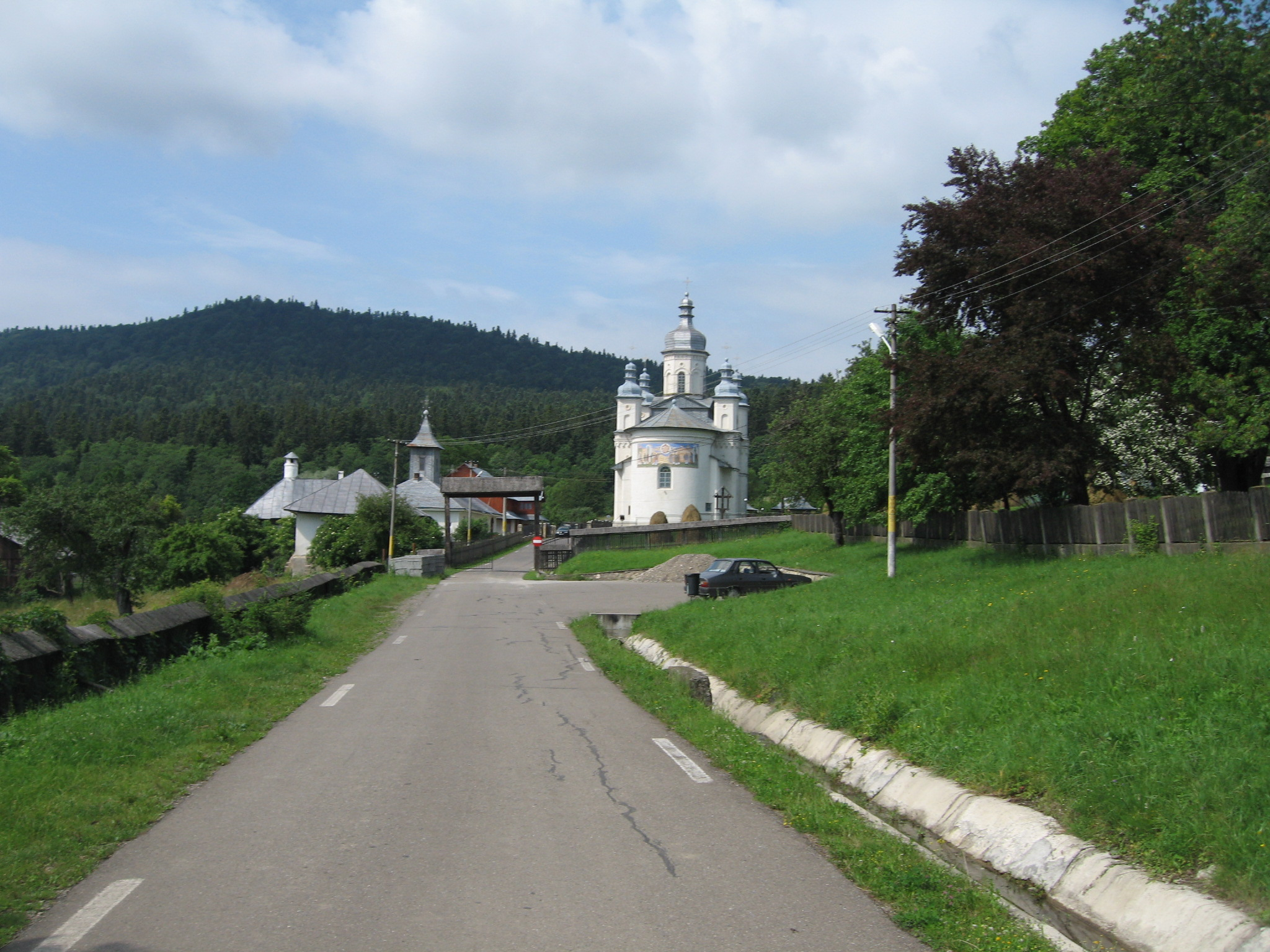
Schitul Vovidenia.

Schitul Vovidenia este un schit ortodox de călugări, situată în apropierea de Mănăstirea Neamț. 
Schitul Vovidenia a fost inclus în Lista monumentelor istorice din anul 2015, având codul de clasificare NT-II-a-B-10631.

## Istoric
Schitul Vovidenia datează din secolul al XVII-lea, fiind rectitorit de către Episcopul Ioanichie al Romanului pe locul vechiului schit numit "Slătiorul" sau "Spirea", cu hramul "Sfântul Ierarh Spiridon". Aici au trăit monahi iubitori de liniște din Mănăstirea Neamț și tot aici și-a petrecut anii de ucenicie Ioanichie, înainte de a ajunge episcop, lucru întâmplat în anul 1747.
Neuitând locul noviciatului său, Episcopul Ioanichie ctitorește aici o biserică de lemn în anul 1749, cu hramul "Intrarea în Biserică a Maicii Domnului", sau popular "Vovidenia".
După 100 ani, în 1849-1857, se ridică actuala biserică, cu zid de piatră, care păstrază de la cea a episcopului Ioanichie catapeteasma și amvonul, având ca principali ctitori pe ieroschimonahii Iosif și Ghenadie, viețuitori ai Vovideniei, și pe starețul de atunci al Mănăstirii Neamț, Neonil.
Biserica a cunoscut de-a lungul anilor mai multe reparații, între anii 1868-1869 fiind pictată, în tempera, de pictorul Constantin Călinescu, stareț al Mănăstirii Neamț fiind Arhimandritul Nestor Vornicescu, devenit ulterior mitropolit al Olteniei, iar egumen al schitului, Protosinghelul Nazarie Chirilă.
În vecinătatea Vovideniei se află casa Mitropolitului Visarion Puiu al Bucovinei, în care funcționează în prezent un muzeu închinat scriitorului Mihail Sadoveanu (1947-1961), prieten al mitropolitului, care a folosit-o între anii 1947-1961 drept casă de creație.
În ultimii ani, în acest loc s-au efectuat importante lucrări de construcție și restaurare.

## Fotogalerie

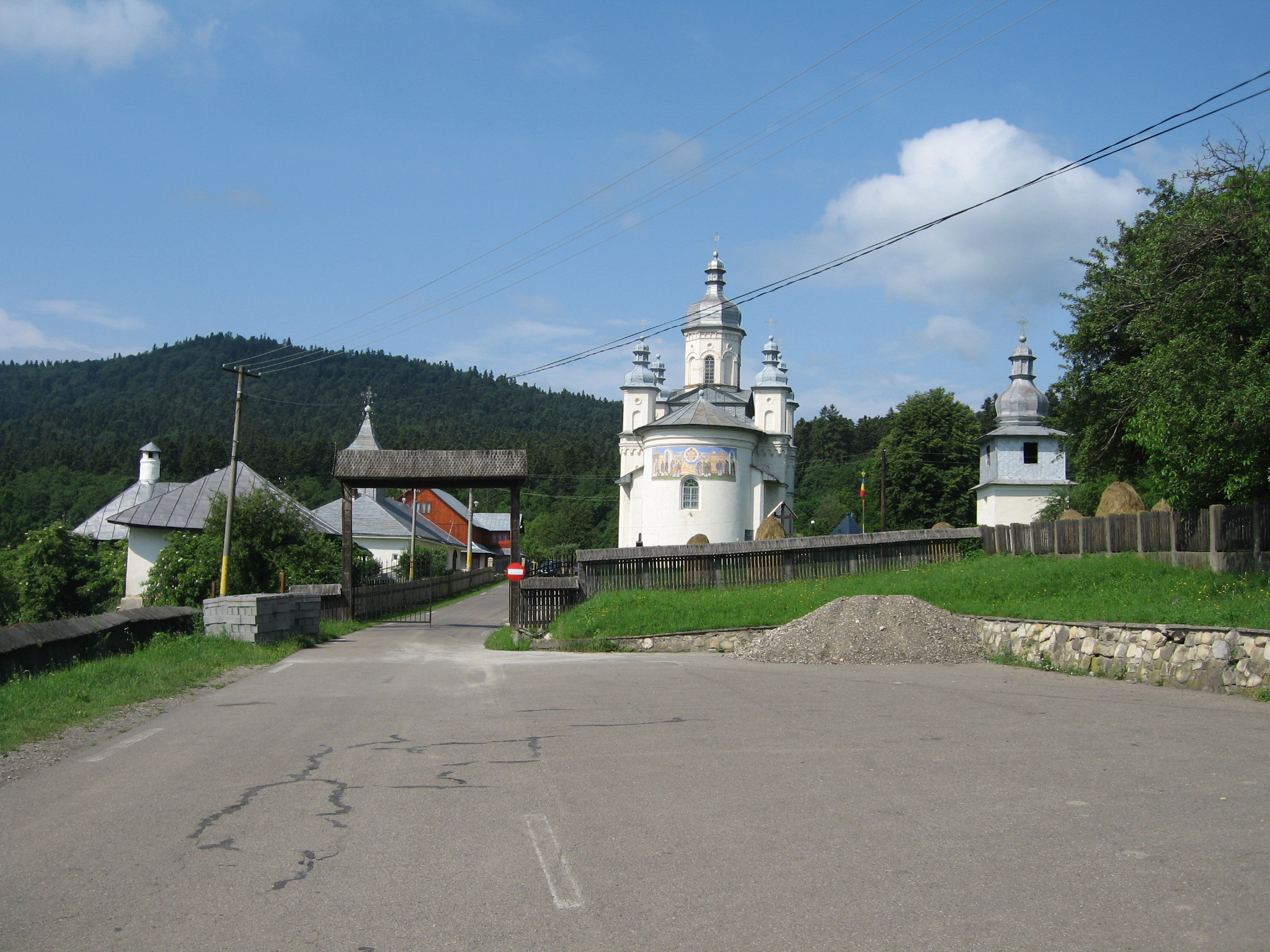
Drum spre mănăstire
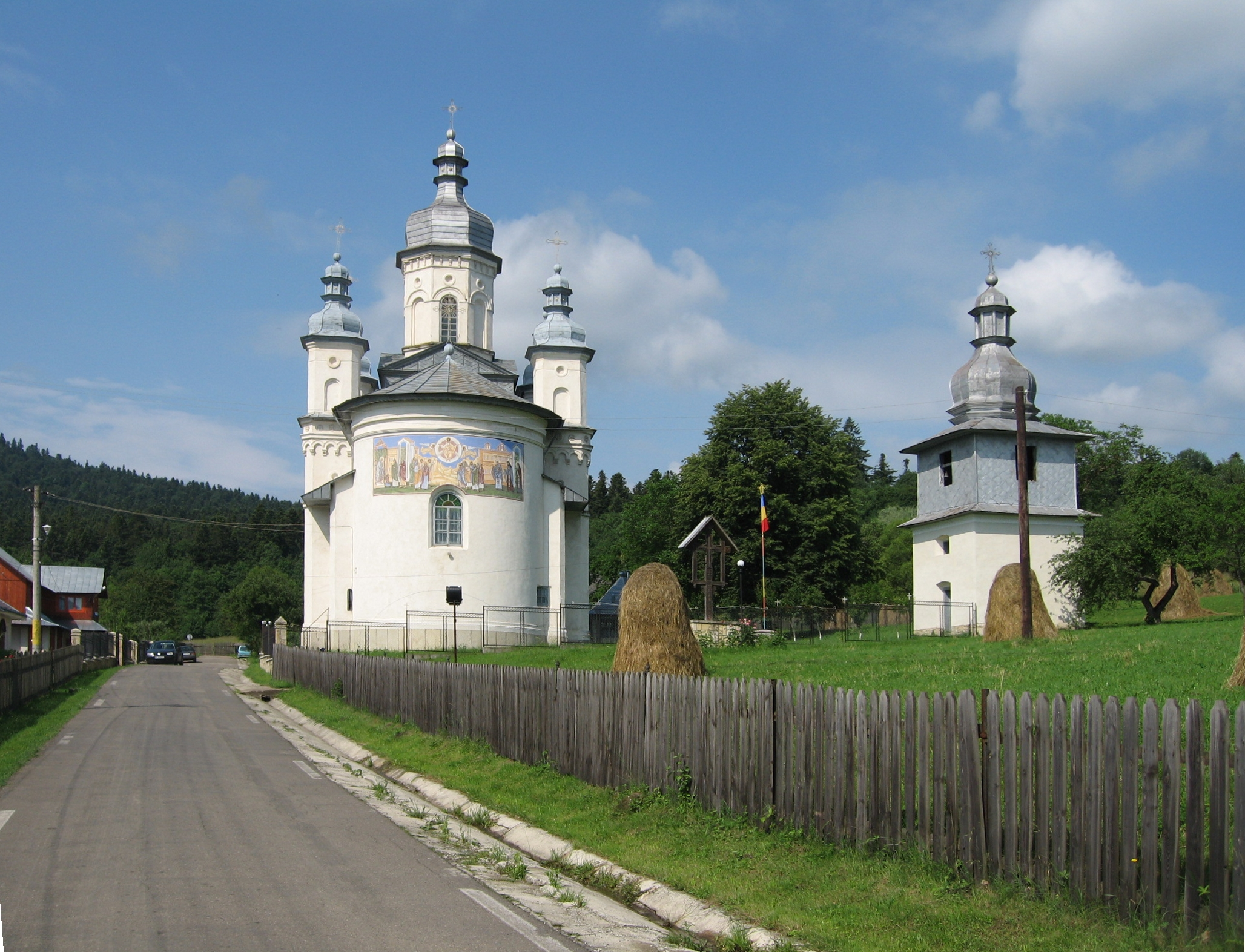
Biserica şi turnul clopotniţă
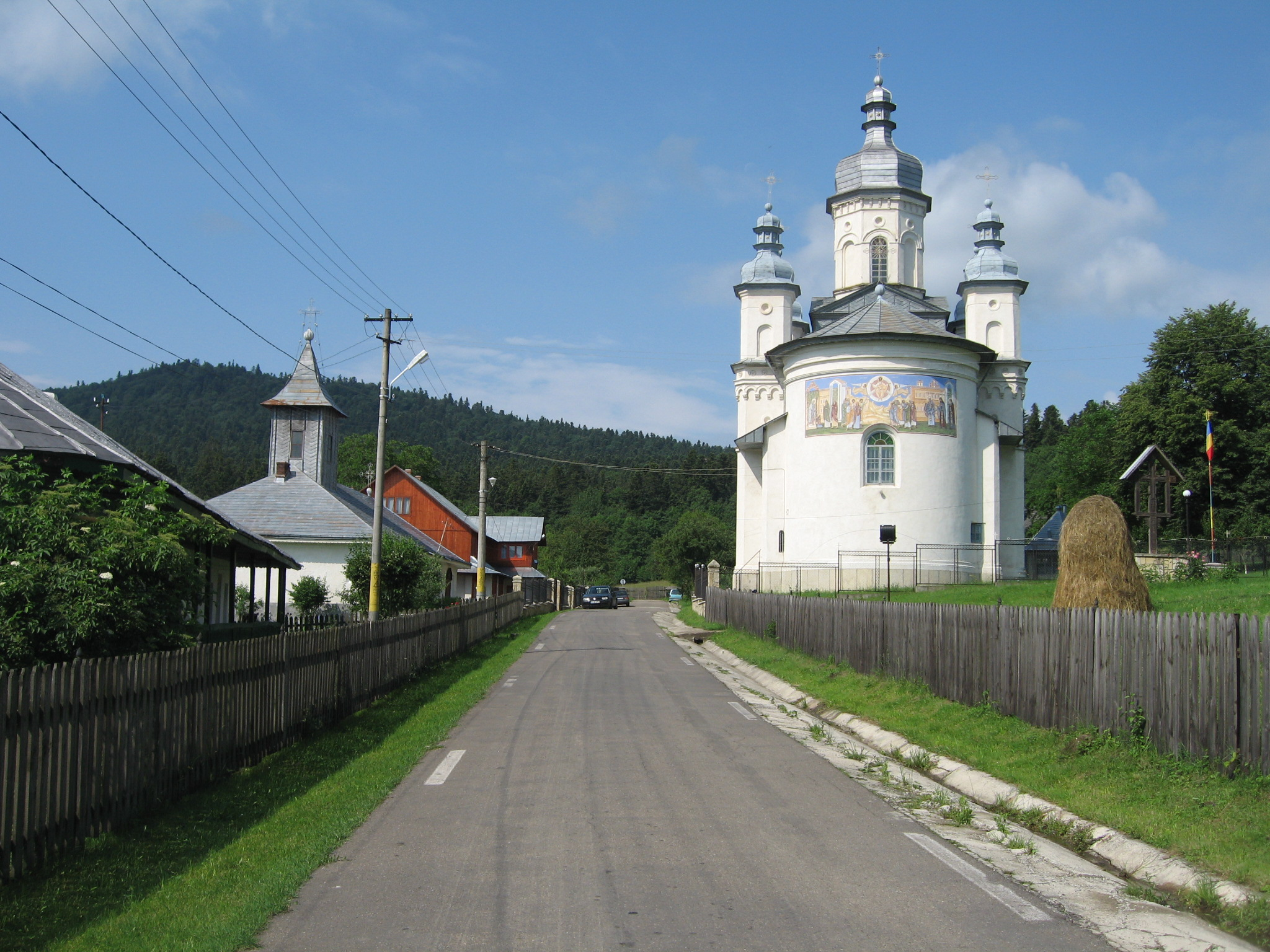
Biserica privită din spate
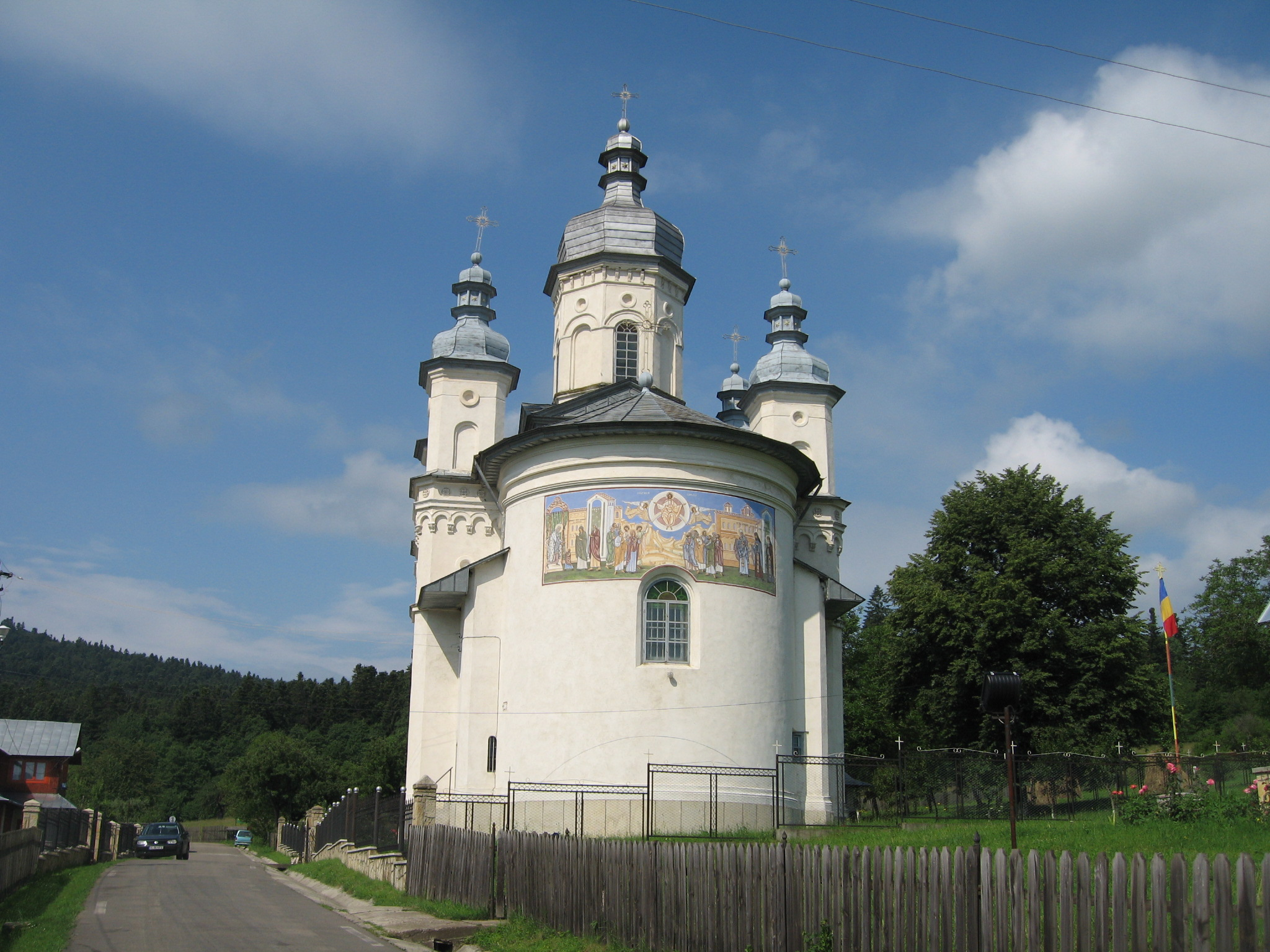
Biserica privită din spate
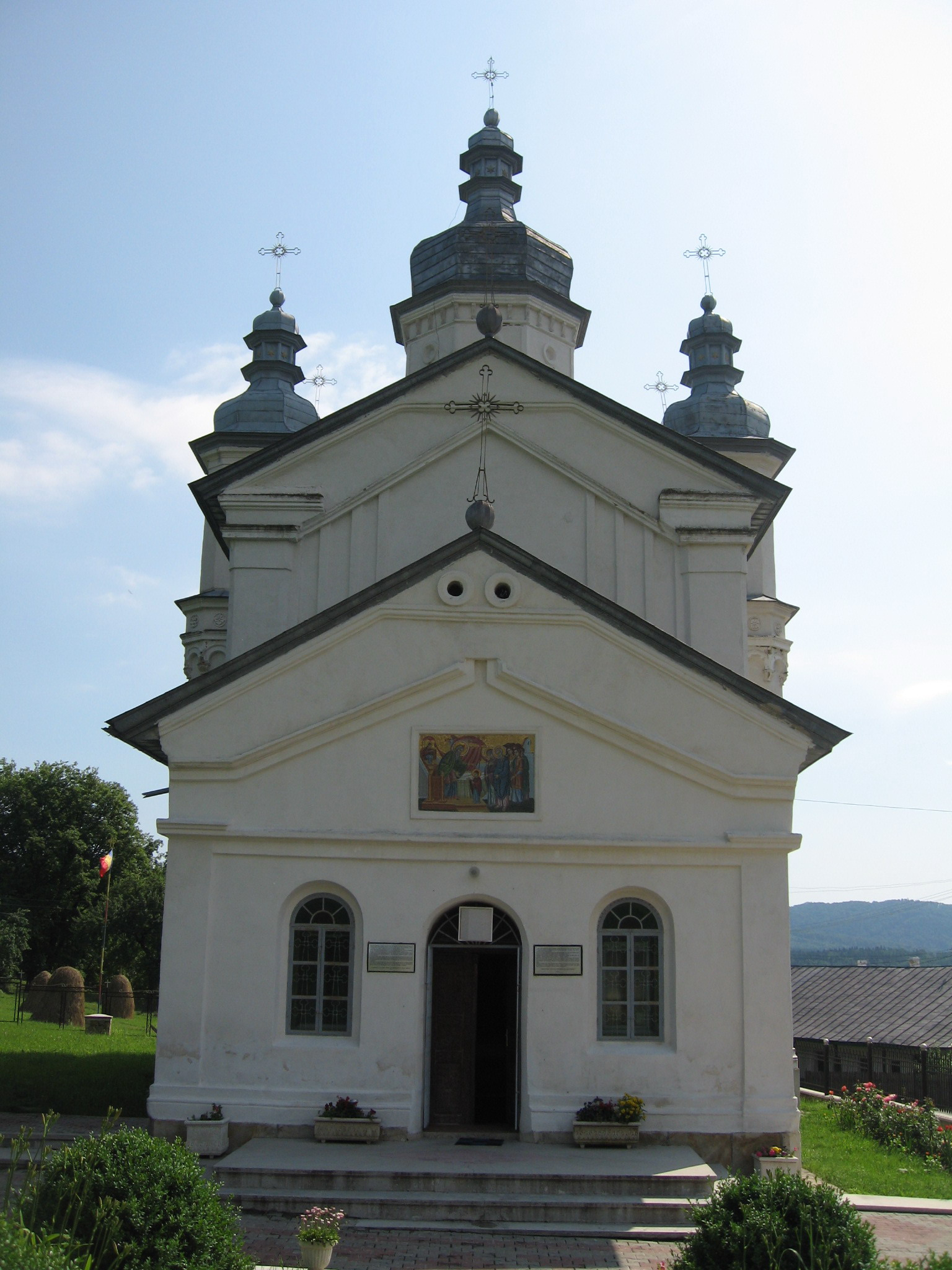
Biserica privită din faţă
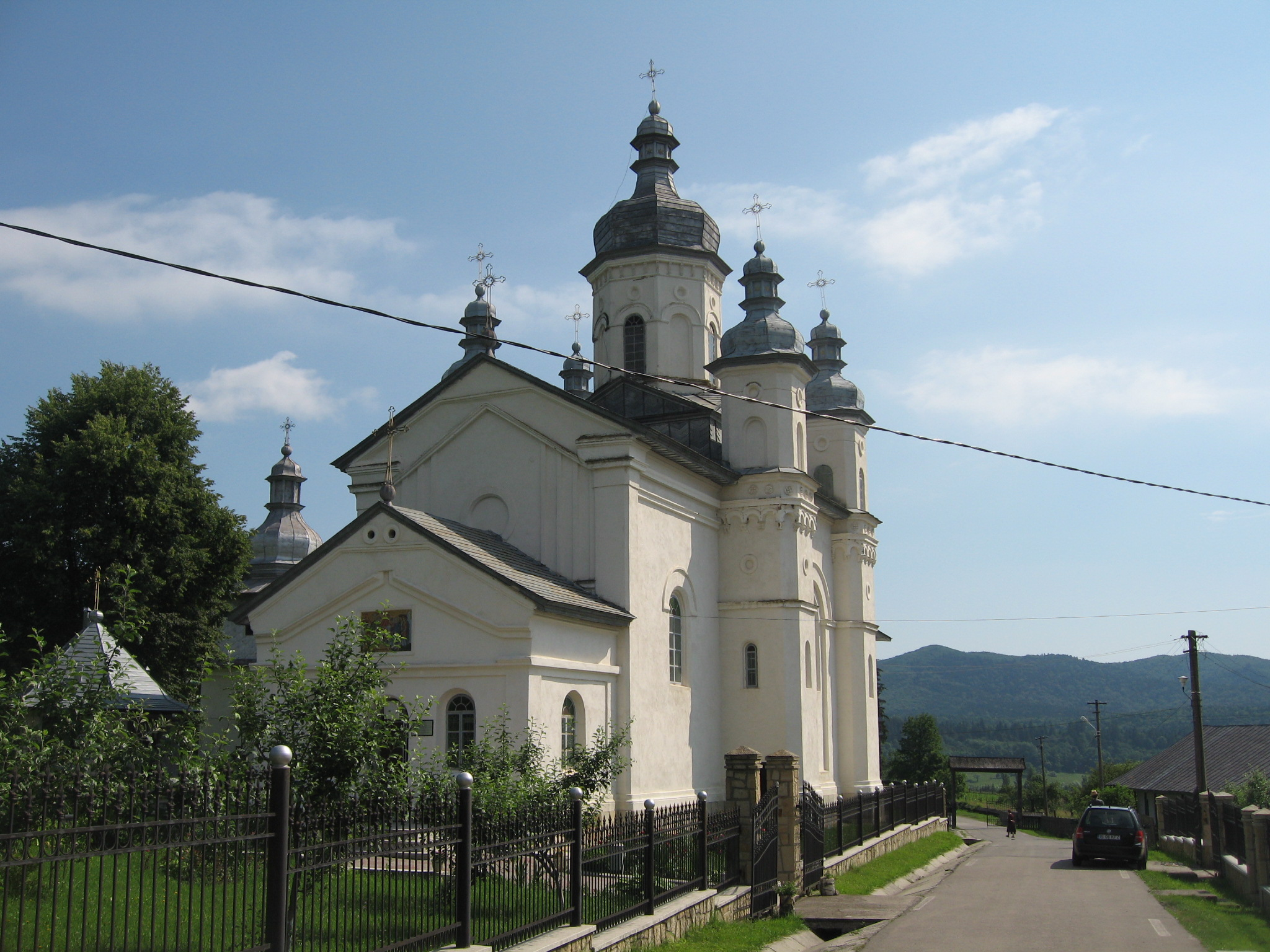
Biserica privită din faţă
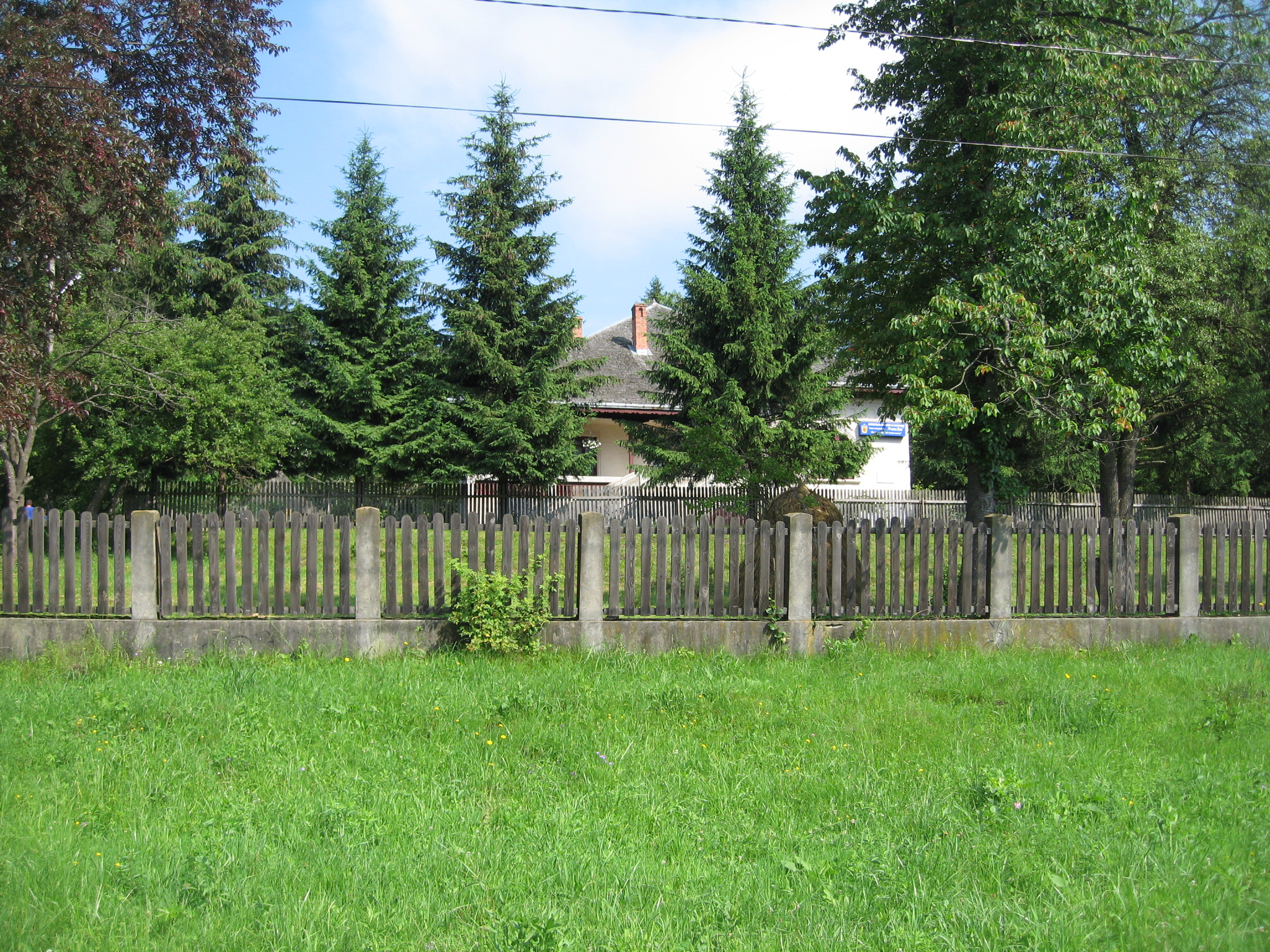
Casa Mitropolitului Visarion Puiu
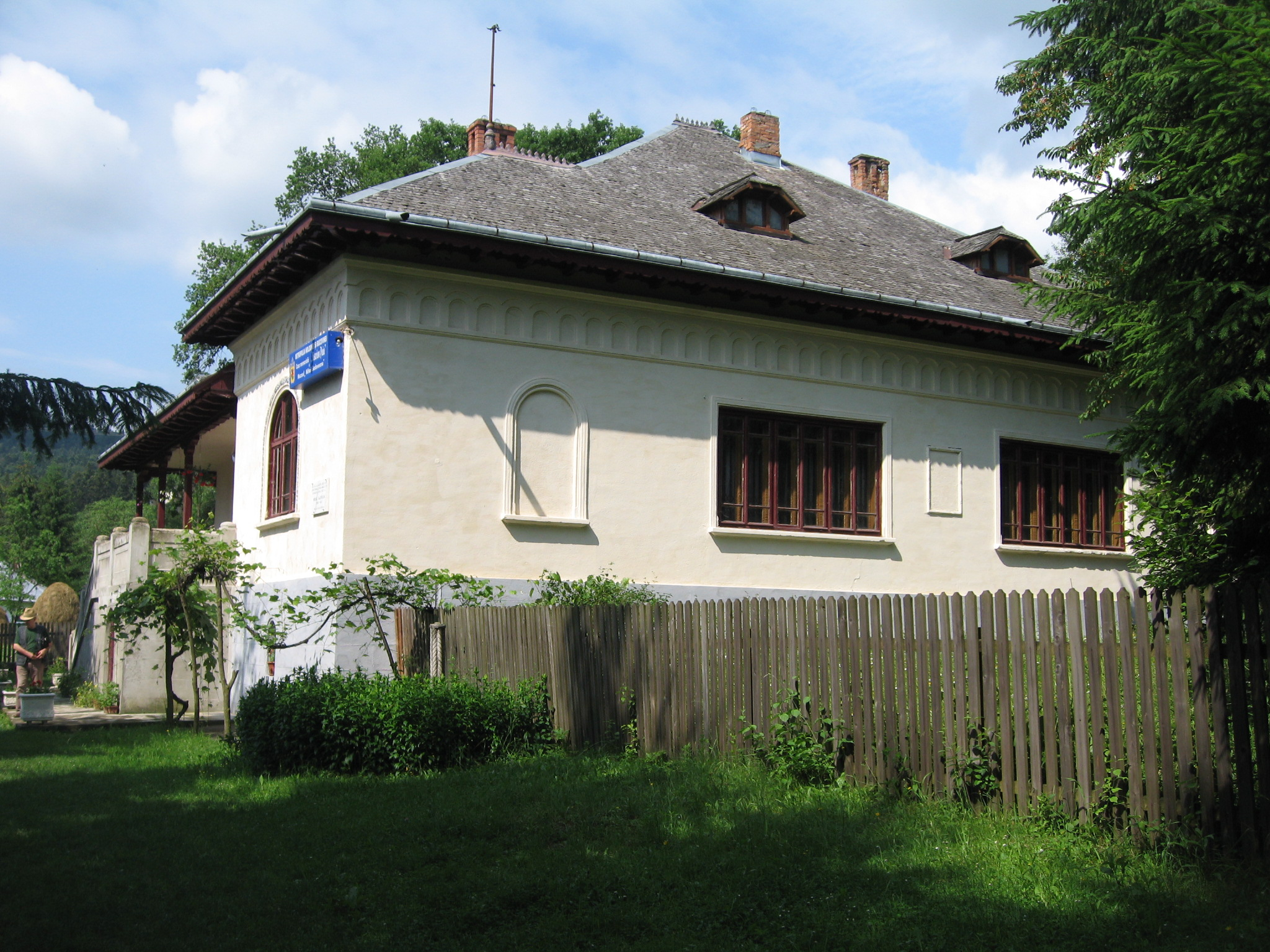
Casa Mitropolitului Visarion Puiu